# Safari (Plopsaland Belgium)
Safari is een attractie in het Belgische attractiepark Plopsaland Belgium en opende in 1992 in het toenmalige Meli Park. De attractie heeft het thema van Samson en Gert en bevindt zich op het Kermisplein.
Kinderen tussen 85 centimeter en 1 meter 40 mogen de attractie betreden. De bezoekers nemen plaats in een van de zes autootjes waar plaats is voor elk vier personen. Eens de rit start navigeren de autootjes verschillende bochten en een heuvel.
De attractie is een rondrit van de Italiaanse constructeur Sartori. Het is een transportabel model. 

## Geschiedenis

### Meli Park
De attractie opende in 1992. Ten tijde van Meli Park was de attractie niet overdekt en heette hij Golden Gate. De autootjes waren in stijl van rallywagens. Het heuveltje was gedecoreerd naar een brug met allerlei lampjes. Ook stonden er als decoratie twee verkeerslichten aan elk uiteinde tussen de baan.
De attractie is meerdere malen verplaatst geweest ten tijde van Meli Park. De attractie bevond zich meestal op of nabij het huidige Kermisplein. De attractie heeft ook even naast het meer gestaan, nabij de locatie waar zich nu De Vliegende Fietsen bevindt.

### Plopsaland
Met de overname door Plopsa werd de Golden Gate getransformeerd naar de Safari. De attractie werd overdekt en werd geplaatst op een deel van de plaats waar voordien de achtbaan Jubilé stond. De autootjes kregen motieven van verschillende dieren. In het midden van de baan en erachter werden er scènes van Samson & Gert in de jungle geschilderd.
Afbeeldingen